# Barrio de Arts-et-Métiers
El Barrio de Arts-et-Métiers (Quartier des Arts-et-Métiers, en francés) es el noveno distrito administrativo de París, ubicado en el tercer distrito.
Debe su nombre al Conservatorio Nacional de Artes y Oficios, ubicado en esta zona, a veces apodado "Arzème".

## Delimitación
Al norte, limitando con el distrito 10, se encuentra el tramo del Boulevard Saint-Denis entre el Boulevard Sébastopol y la Rue Saint-Martin, el Boulevard Saint-Martin y el tramo suroeste de la Plaza de la República; al este, lindando con el distrito de Enfants-Rouges, la rue du Temple; al sur, limitando con el barrio de Sainte-Avoye, la rue des Gravilliers y el tramo de la rue Turbigo entre la rue Saint-Martin y el bulevar Sébastopol; y al oeste, bordeando el distrito 2, se encuentra el bulevar Sébastopol.

## Historia
La mayor parte de su territorio, con excepción de la zona comprendida entre la rue Saint-Martin y el bulevar Sébastopol, corresponde a la parte norte de la subdivisión del Priorato de Saint-Martin-des-Champs, urbanizada a principios del siglo XIII para crear el pueblo de Saint-Martin-des-Champs.
Parte del barrio es el barrio asiático más antiguo de París.

Los Barrios de París del 3er distrito.
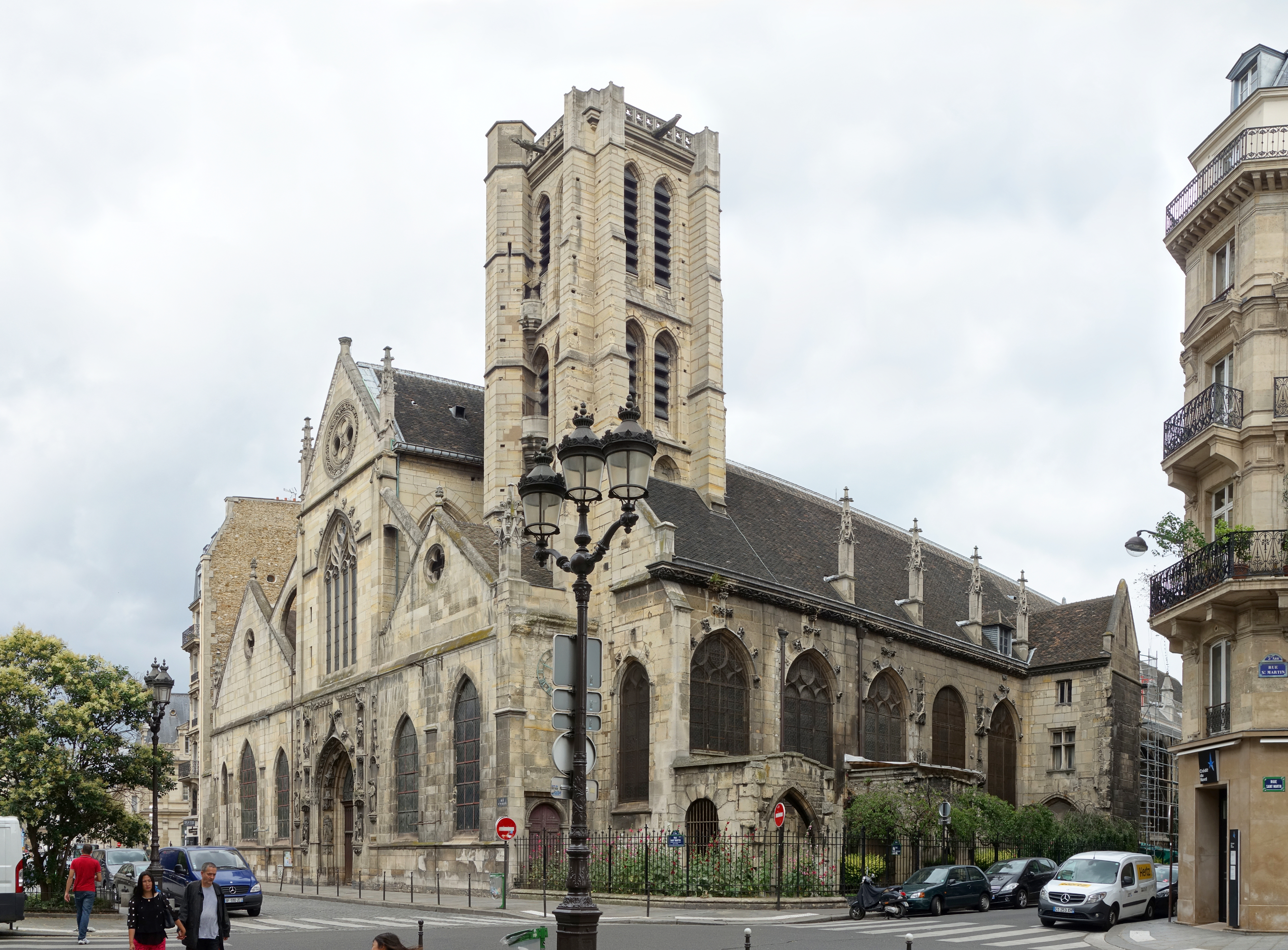
La Iglesia de Saint-Nicolas-des-Champs.
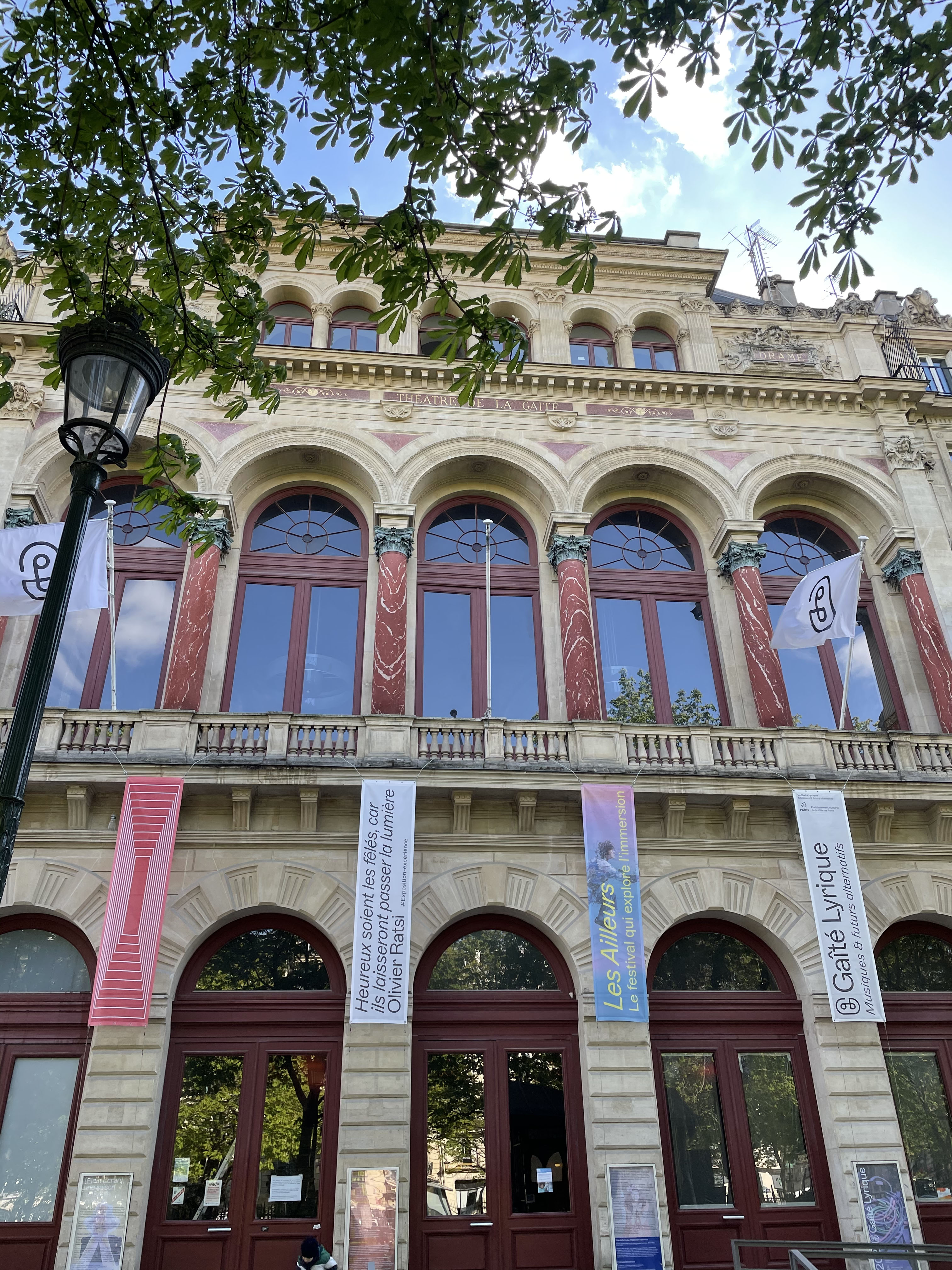
El Gaîté Lyrique, un establecimiento cultural de la ciudad de París dedicado a las artes digitales y la música contemporánea.